# Pièce de 20 francs Coq
La pièce de 20 francs Coq est une monnaie en franc français émise sous la Troisième République.

## Caractéristiques
- Dénomination : 20 francs Coq
- Année d'édition : 1898.
- Titre : 900,0 ‰.
- Masse : 6,45 g.
- Diamètre : 21,0 mm.
- Épaisseur : 1,25 mm.
- Contenance en or : 5,80644 g.
- Tirage : 117 246 529 (incluant le tirage du premier et second type).
- Lieu de frappe : France.
- Métal : or.

### Avers
L’avers de la pièce présente Marianne, la figure symbolique de la République française. Elle porte un bonnet phrygien ainsi qu’une couronne de feuilles de chêne. En arc de cercle se retrouve également la mention « République Française ».

### Revers
Le revers de la pièce dévoile quant à lui la devise de la France : « Liberté, Egalité, Fraternité ». Cette inscription se trouve autour d’un coq au buste gonflant marchant vers la gauche. Sous le coq se trouve également la valeur de la pièce.

## Frappes courantes
1er type 1899 à 1906 : tranche inscrite : « DIEU PROTÈGE LA FRANCE ». Total de fabrication : 43 034 473 exemplaires.
| Millésime | Tirage     | Remarques |
| --------- | ---------- | --------- |
| 1899      | 1 500 000  |           |
| 1899      | ???        | flan mat  |
| 1900      | 605 982    |           |
| 1900      | 9 443      | flan mat  |
| 1901      | 2 643 350  |           |
| 1902      | 2 393 707  |           |
| 1903      | 4 405 175  |           |
| 1904      | 7 705 674  |           |
| 1905      | 9 158 132  |           |
| 1906      | 14 613 010 |           |

Second type 1907 à 1914 : tranche inscrite : « LIBERTÉ ÉGALITÉ FRATERNITÉ ». Total de fabrication : 74 414 415 exemplaires.
| Millésime | Tirage     | Remarques |
| --------- | ---------- | --------- |
| 1907      | 17 715 935 |           |
| 1908      | 6 721 325  |           |
| 1909      | 9 636 955  |           |
| 1910      | 5 779 072  |           |
| 1911      | 5 346 044  |           |
| 1912      | 10 331 805 |           |
| 1913      | 12 163 138 |           |
| 1914      | 6 720 141  |           |

## Refrappes
Le terme de « refrappe » s'applique à une opération menée par l'État français en 1921 et entre 1951 et 1960 consistant à frapper à l'identique des pièces de 20 francs Coq à partir de coins millésimés antérieurs. L'objectif était de reconstituer des stocks d'or sous la forme de pièces (ici assimilables à des jetons et non plus à des monnaies) et de peser sur le cours de l'or quand la vente publique fut rétablie après guerre en augmentant ainsi l'offre. L'opération de 1921 est mal documentée, mais atteindrait seulement 202 359 unités : elle est entreprise alors que le franc Germinal est encore officiellement l'unité de compte du pays, mais l'or et l'argent sont thésaurisés, le cours du franc s'effondre face au dollar qui va grimper jusqu'à cinq fois sa valeur d'avant 1914. Celle organisée à partir de juin 1951 est appelée « refrappe Pinay » et totalise 37 483 500 unités aux millésimes 1907 à 1914 : cette importante masse pesa sur le marché international. En mai 1952 était émis la « rente Pinay », emprunt d'État à 3 % indexé sur le cours officiel du « napoléon ». Ces refrappes des années 1950 consistaient donc à émettre des millions de pièces démonétisées destinées à peser sur le cours de l'or à la baisse au cas où les investisseurs et épargnants en achèteraient, afin de réduire le taux d'endettement public. Elles sont d'apparence différente, généralement dans un état superbe, plus rouge que jaune et contiennent un titre en or de 900,39 ‰ contre 902,63 ‰, pour les frappes originelles : tels sont les moyens de les reconnaître[réf. nécessaire].

## Frappes commémoratives
- 10 francs Marianne de la IIIe République An 2000, argent, belle épreuve, 37 mm, 22,2 g.
- 5 francs Marianne de la IIIe République An 2000, cupronickel plaqué nickel, brillant universel, 29 mm, 10 g[1]

## Sources
- Argus des monnaies Françaises 1795-2001 : Le Franc, t. IV, Éditions les Chevau-légers.